# Neuropädiatrie
Bei der Neuropädiatrie (auch Kinderneurologie genannt) handelt es sich um das medizinische Fachgebiet, das sich mit den Nervenkrankheiten der Kinder beschäftigt.

## Besonderheiten
Während sich die Erwachsenenneurologie mit Erkrankungen des anatomisch und funktionell ausgereiften Nervensystems beschäftigt, umfasst das Spektrum der Neuropädiatrie die Erkrankungen von Menschen, deren Nervensystem sich je nach Altersstufe in ganz unterschiedlichen Entwicklungs- bzw. Reifestadien befindet. Je nach Reifezustand des Gehirns kann dieselbe Schädigung unterschiedlich ausgeprägte Folgen haben. Kontaktaufnahme des Arztes mit dem Patienten und die angewendeten Untersuchungstechniken müssen den verschiedenen Alters- und Entwicklungsstufen angepasst sein. Die für die verschiedenen Altersgruppen (Früh- und Neugeborene, Säuglinge, Kleinkinder, Schulkinder, Jugendliche) geltenden Normbereiche müssen bei Untersuchung und Diagnosestellung berücksichtigt werden. Ein abnormer neurologischer Befund kann von einer Entwicklungsverzögerung begleitet sein, muss es aber nicht. Andererseits zeigen zahlreiche Kinder Entwicklungsverzögerungen ohne gleichzeitig neurologisch auffällige Befunde zu zeigen.
Der Neuropädiater ist bewandert in der Klinik der neurometabolischen Störungen (z. B. Refsum-Syndrom), der heredodegenerativen Störungen des neuromuskulären Apparates (z. B. Spinale Muskelatrophie Werdnig-Hoffmann), der Missbildungen des Nervensystems (z. B. Chiari-Malformation), der Epilepsie des Kindes- und Jugendalters (z. B. BNS-Anfälle) sowie der Tumoren und vaskulären, entzündlichen und traumatischen Schäden des Nervensystems.
Er wird etwa zu Rate gezogen bei Kindern mit fehlendem Neuralrohrverschluss, Bewegungsstörungen oder geistigen Behinderungen.

## Facharztausbildung
Um in Deutschland als Neuropädiater/Neuropädiaterin tätig werden zu können, müssen Kinder- und Jugendärzte über die Facharztausbildung hinaus noch eine 24-monatige Weiterbildung in Neuropädiatrie absolvieren.

## Institutionen
Stationäre Abteilungen für Neuropädiatrie gibt es an den meisten Universitäts-Kinderkliniken in Deutschland und der Schweiz sowie teilweise an großen nicht-universitären Kinderkliniken, in Deutschland auch an einzelnen Sozialpädiatrischen Zentren. In Österreich bestehen derzeit an keiner der drei öffentlichen Universitätskliniken für Kinder- und Jugendheilkunde entsprechend genehmigte stationäre Bereiche. Ambulante neuropädiatrische Versorgung erfolgt durch die neuropädiatrischen Ambulanzen der genannten Kliniken, in Deutschland außerdem durch die Sozialpädiatrischen Zentren und niedergelassene Kinderärzte mit der Schwerpunktbezeichnung Neuropädiatrie.